# 홍문중
홍문중(1918년 10월 1일~1998년 4월 15일)은 대한민국의 정치인이다. 제5대 국회의원을 지냈다.

## 역대 선거 결과
|  | 16.53% |

|  | 8.47% |

|  | 22.40% |

|  | 28.20% |

|  | 4.42% |